# Kanclerz skarbu
Kanclerz skarbu (ang. Chancellor of the Exchequer), dawniej drugi lord skarbu (ang. Second Lord of Treasury) – brytyjski urząd ministerialny z siedzibą na Downing Street nr 11. Nadzoruje skarbową i monetarną politykę rządu. Ze sprawowania tego urzędu są wyłączeni członkowie Izby Lordów, mogą go sprawować tylko członkowie Izby Gmin, będący jednocześnie członkami Tajnej Rady. Kanclerz skarbu jest tytułowany (jak każdy członek Tajnej Rady) jako „wielce czcigodny” (ang. The Right Honourable).
Angielska nazwa urzędu jest konsekwencją jego historycznej ewolucji. Pierwotnie kanclerz skarbu, jako urzędnik podległy lordowi wielkiemu skarbnikowi (Lord High Treasurer, zazwyczaj pełniący również funkcję skarbnika – Treasurer), był członkiem Trybunału Skarbu (ang. Court of Exchequer), wywodzącego się z czasów normańskich kolegialnego organu o uprawnieniach administracyjno-sądowych w zakresie ustalania i poboru dochodów królewskich. Z uwagi na nikłą biegłość w zakresie matematyki, od około 1110 roku członkowie tego organu używali stołu pokrytego wzorem szachownicy, celem ułatwienia rachunków.
W wyniku ewolucji i reform finansów państwa, w tym występującej od 1667 praktyki powierzania urzędu skarbnika specjalnej komisji w miejsce jednej osoby, co doprowadziło również do faktycznej likwidacji urzędu lorda wielkiego skarbnika (oba urzędy pełniła zawsze jedna osoba, na podstawie nominacji datowanych na ten sam dzień), kanclerz skarbu stał się zwyczajowym członkiem tej komisji, od 1712 jako drugi lord skarbu (Second Lord of Treasury). Gdy stanowisko pierwszego lorda skarbu (First Lord of Treasury) związane zostało z funkcją premiera Zjednoczonego Królestwa, kanclerz skarbu stał się głównym urzędnikiem zajmującym się finansami państwa.
W 1833 zlikwidowano ostatecznie Trybunał Skarbu, przekształcając go w resort rządowy (HM Treasury), na którego czele stanął kanclerz skarbu.
Obecnie urząd ten pełni Rachel Reeves.

## Lista kanclerzy skarbu

### Kanclerze skarbu królestwa Anglii
- 1558–1559 – John Baker
- 1559–1589 – Walter Mildmay(inne języki)
- 1589–1603 – John Fortescue
- 1603–1606 – George Home, 1. hrabia Dunbar
- 1606–1614 – Julius Caesar
- 1614–1621 – Fulke Greville
- 1621–1628 – Richard Weston
- 1628–1629 – Edward Barrett, 1. baron Barrett
- 1629–1642 – Francis Cottington, 1. baron Cottington
- 1642–1643 – John Culpepper
- 1643–1646 – Edward Hyde
- 1661–1672 – Anthony Ashley-Cooper, 1. hrabia Shaftesbury
- 1672–1676 – John Duncombe(inne języki)
- 1676–1689 – John Ernle
- 1689–1690 – Henry Booth, 2. baron Delamere
- 1690–1694 – Richard Hampden(inne języki)
- 1694–1699 – Charles Montagu
- 1699–1701 – John Smith
- 1701–1708 – Henry Boyle, 1. baron Carleton

### Kanclerze skarbu Wielkiej Brytanii
- 1708–1710 – John Smith
- 1710–1711 – Robert Harley
- 1711–1713 – Robert Benson
- 1713–1714 – William Wyndham
- 1714–1715 – Richard Onslow
- 1715–1717 – Robert Walpole
- 1717–1718 – James Stanhope, 1. wicehrabia Stanhope
- 1718–1721 – John Aislabie
- 1721–1721 – John Pratt
- 1721–1742 – Robert Walpole
- 1742–1743 – Samuel Sandys
- 1743–1754 – Henry Pelham
- 1754–1754 – William Lee
- 1754–1755 – Henry Bilson Legge
- 1755–1756 – George Lyttelton
- 1756–1757 – Henry Bilson Legge
- 1757–1757 – William Murray, 1. baron Mansfield
- 1757–1761 – Henry Bilson Legge
- 1761–1762 – William Barrington, 2. wicehrabia Barrington
- 1762–1763 – Francis Dashwood(inne języki)
- 1763–1765 – George Grenville
- 1765–1766 – William Dowdeswell
- 1766–1767 – Charles Townshend
- 1767–1782 – Frederick North, lord North
- 1782–1782 – Lord John Cavendish
- 1782–1783 – William Pitt Młodszy
- 1783–1783 – Lord John Cavendish
- 1783–1801 – William Pitt Młodszy

### Kanclerze skarbu Zjednoczonego Królestwa
- 1801–1804 – Henry Addington
- 1804–1806 – William Pitt Młodszy
- 1806–1807 – Lord Henry Petty
- 1807–1812 – Spencer Perceval
- 1812–1823 – Nicholas Vansittart
- 1823–1827 – Frederick Robinson
- 1827–1827 – George Canning
- 1827–1827 – Charles Abbott, 1. baron Tenterden
- 1827–1828 – John Charles Herries
- 1828–1830 – Henry Goulburn
- 1830–1834 – John Spencer, wicehrabia Althorp
- 1834–1834 – Thomas Denman, 1. baron Denman
- 1834–1835 – Robert Peel
- 1835–1839 – Thomas Spring Rice
- 1839–1841 – Francis Baring
- 1841–1846 – Henry Goulburn
- 1846–1852 – Charles Wood
- 1852–1852 – Benjamin Disraeli
- 1852–1855 – William Ewart Gladstone
- 1855–1858 – George Cornewall Lewis
- 1858–1859 – Benjamin Disraeli
- 1859–1866 – William Ewart Gladstone
- 1866–1868 – Benjamin Disraeli
- 1868–1868 – George Ward Hunt
- 1868–1873 – Robert Lowe
- 1873–1874 – William Ewart Gladstone
- 1874–1880 – Stafford Northcote
- 1880–1882 – William Ewart Gladstone
- 1882–1885 – Hugh Childers
- 1885–1886 – Michael Hicks-Beach
- 1886–1886 – William Vernon Harcourt
- 1886–1887 – lord Randolph Churchill
- 1887–1892 – George Goschen
- 1892–1895 – William Vernon Harcourt
- 1895–1902 – Michael Hicks-Beach
- 1902–1903 – Charles Ritchie
- 1903–1905 – Austen Chamberlain
- 1905–1908 – Herbert Henry Asquith
- 1908–1915 – David Lloyd George
- 1915–1916 – Reginald McKenna
- 1916–1919 – Andrew Bonar Law
- 1919–1921 – Austen Chamberlain
- 1921–1922 – Robert Horne
- 1922–1923 – Stanley Baldwin
- 1923–1924 – Neville Chamberlain
- 1924–1924 – Philip Snowden
- 1924–1929 – Winston Churchill
- 1929–1931 – Philip Snowden
- 1931–1937 – Neville Chamberlain
- 1937–1940 – John Simon
- 1940–1943 – Kingsley Wood
- 1943–1945 – John Anderson
- 1945–1947 – Hugh Dalton
- 1947–1950 – Stafford Cripps
- 1950–1951 – Hugh Gaitskell
- 1951–1955 – Rab Butler
- 1955–1957 – Harold Macmillan
- 1957–1958 – Peter Thorneycroft
- 1958–1960 – Derick Heathcoat-Amory
- 1960–1962 – Selwyn Lloyd
- 1962–1964 – Reginald Maudling
- 1964–1967 – James Callaghan
- 1967–1970 – Roy Jenkins
- 1970–1970 – Iain Macleod
- 1970–1974 – Anthony Barber
- 1974–1979 – Denis Healey
- 1979–1983 – Geoffrey Howe
- 1983–1989 – Nigel Lawson
- 1989–1990 – John Major
- 1990–1993 – Norman Lamont
- 1993–1997 – Kenneth Clarke
- 1997–2007 – Gordon Brown
- 2007–2010 – Alistair Darling
- 2010–2016 – George Osborne
- 2016–2019 – Philip Hammond
- 2019–2020 – Sajid Javid
- 2020–2022 – Rishi Sunak[4]
- 2022 – Nadhim Zahawi
- 2022 – Kwasi Kwarteng
- 2022–2024 – Jeremy Hunt
- od 2024 – Rachel Reeves